# Охлопков, Фёдор Матвеевич
Фёдор Матве́евич Охло́пков (2 марта 1908, с. Крест-Хальджай, Баягантайский улус, Якутская область, Российская империя — 28 мая 1968, с. Крест-Хальджай, Томпонский район, Якутская АССР, СССР) — снайпер 234-го стрелкового полка, Герой Советского Союза.

## Биография

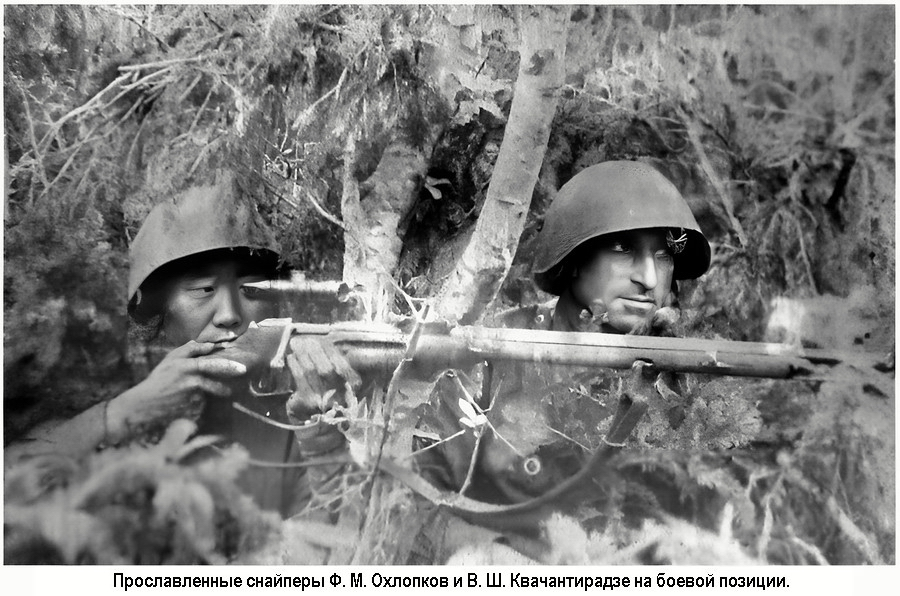
Снайперы Фёдор Охлопков и Васо Квачантирадзе на боевой позиции

Родился 2 марта 1908 года в селе Крест-Хальджай (ныне находится в Томпонском улусе, Республика Саха (Якутия) в семье бедного крестьянина. Якут. Образование начальное. Работал шахтёром-откатчиком золотоносных пород прииска Орочон Алданского района, а перед войной охотником-промысловиком, механизатором в родном селе.
В Красной Армии с сентября 1941 года. С 12 декабря того же года на фронте. Изначально стал пулемётчиком (вторым номером расчёта ручного пулемёта был его брат), затем командиром отделения роты автоматчиков 1243-го стрелкового полка 375-й дивизии 30-й армии.
После тяжёлого ранения 18 августа 1942 года был эвакуирован, проходил лечение в военном госпитале в городе Иваново, после возвращения на фронт с октября 1942 года — снайпер 234-го стрелкового полка 179-й дивизии.
27 октября 1942 отличился во время боя за деревню Матвеево (во время которого уничтожил 27 солдат противника) и в ноябре 1942 года был представлен к командира полка к награде (был награждён орденом Красной Звезды).
С января 1944 года командир отделения снайперов 259-го стрелкового полка 179-й дивизии, 43-й Армии, 1-го Прибалтийского фронта. В его отделении служат лучшие снайперы фронта: Квачантирадзе В. Ш. (542 убитых единиц живой силы противника), Смоленский К. Д. (414 убитых единиц живой силы противника), Ганьшин Леонтий Антонович (267 убитых единиц живой силы противника).
К 23 июня 1944 года сержант Охлопков уничтожил из снайперской винтовки 429 гитлеровских солдат и офицеров. Но по словам его сослуживцев, всего уничтожил более 1000 немцев, используя при этом также и пулемет, однако на официальном боевом счету у него записано только 429 уничтоженных солдат врага, вероятно, обстановка на поле боя не всегда давала возможность считать свои результаты более точно. 
Был ранен 12 раз.
24 июня 1945 года участвовал в Параде Победы над нацистской Германией на Красной площади Москвы.
Звание Героя Советского Союза и Орден Ленина были присвоены лишь в 1965 году.
После войны демобилизован. Вернулся на родину. C 1945 по 1949 годы — заведующий военным отделом Таттинского РК КПСС. 10 февраля 1946 года избран депутатом Совета Национальностей Верховного Совета СССР. С 1949 по 1951 годы — директор Таттинской заготовительной конторы по добыче и заготовке пушнины. С 1951 по 1954 годы — управляющий Таттинской районной конторы Якутского мясотреста. В 1954—1960 годах — колхозник, рабочий совхоза. С 1960 года — на пенсии. Скончался 28 мая 1968 года. Похоронен на кладбище родного села.

## Награды
- Медаль «Золотая Звезда» Героя Советского Союза[1] № 10678 (06.05.1965).
- Орден Ленина[1] (1965).
- Орден Красного Знамени[1] (26.07.1944)[3].
- Орден Отечественной войны 2 степени (17.10.1943)[4].
- Орден Красной Звезды[1] (27.08.1942)[5].
- Орден Красной Звезды[1] (4.12.1942)[6].
- Медаль «За отвагу» (18.07.1944)[7].
- Медали.

## Память
- Имя Героя Советского Союза Фёдора Охлопкова носят:
  - Крест-Хальджайская средняя общеобразовательная школа Томпонского улуса Республики Саха (Якутия);
  - улицы в городе Якутск, посёлке городского типа Хандыга и селе Черкёх Якутии;
  - судно Министерства морского флота «Фёдор Охлопков».
- В посёлке Хандыга установлен Бюст Героя Советского Союза Ф. М. Охлопкова.
- Считается прототипом главного героя кинофильма «Снайпер Саха» (режиссёр Никита Аржаков, 2010).